# Liste des députés européens d'Italie de la 7e législature
Cet article présente la liste des députés européens d'Italie au cours de la législature 2009-2014.

Le 1er décembre 2011, un 73e député italien est choisi en conformité avec le traité de Lisbonne : il s'agit de Gino Trematerra de l'Union de centre.
| Nom                                                                              | Circonscription | Liste | Liste                                 | Groupe parlementaire européen |
| -------------------------------------------------------------------------------- | --------------- | ----- | ------------------------------------- | ----------------------------- |
| Gabriele Albertini Fabrizio Bertot (12/04/13)                                    | Nord-Ouest      |       | Le Peuple de la liberté               | PPE                           |
| Sonia Alfano                                                                     | Nord-Ouest      |       | Italie des valeurs                    | ADLE                          |
| Magdi Allam                                                                      | Nord-Ouest      |       | "Io amo l'Italia" élu Union de centre | PPE                           |
| Roberta Angelilli                                                                | Centre          |       | Le Peuple de la liberté               | PPE                           |
| Alfredo Antoniozzi                                                               | Centre          |       | Le Peuple de la liberté               | PPE                           |
| Pino Arlacchi                                                                    | Sud             |       | Italie des valeurs                    | ADLE                          |
| Raffaele Baldassarre                                                             | Sud             |       | Le Peuple de la liberté               | PPE                           |
| Francesca Balzani                                                                | Nord-Ouest      |       | Parti démocrate                       | S&D                           |
| Rosario Crocetta Francesca Barracciu (17/12/12) Giovanni Barbagallo (11/03/2014) | Îles            |       | Parti démocrate                       | S&D                           |
| Paolo Bartolozzi                                                                 | Centre          |       | Le Peuple de la liberté               | PPE                           |
| Sergio Berlato                                                                   | Nord-Est        |       | Le Peuple de la liberté               | PPE                           |
| Luigi Berlinguer                                                                 | Nord-Est        |       | Parti démocrate                       | S&D                           |
| Mara Bizzotto                                                                    | Nord-Est        |       | Ligue du Nord                         | ELD                           |
| Vito Bonsignore                                                                  | Nord-Ouest      |       | Le Peuple de la liberté               | PPE                           |
| Mario Borghezio                                                                  | Nord-Ouest      |       | Ligue du Nord                         | ELD                           |
| Rita Borsellino                                                                  | Îles            |       | Parti démocrate                       | S&D                           |
| Toni Cancian                                                                     | Nord-Est        |       | Le Peuple de la liberté               | PPE                           |
| Salvatore Caronna                                                                | Nord-Est        |       | Parti démocrate                       | S&D                           |
| Carlo Casini                                                                     | Centre          |       | Union de centre                       | PPE                           |
| Sergio Cofferati                                                                 | Nord-Ouest      |       | Parti démocrate                       | S&D                           |
| Giovanni Collino                                                                 | Nord-Est        |       | Le Peuple de la liberté               | PPE                           |
| Lara Comi                                                                        | Nord-Ouest      |       | Le Peuple de la liberté               | PPE                           |
| Silvia Costa                                                                     | Centre          |       | Parti démocrate                       | S&D                           |
| Andrea Cozzolino                                                                 | Sud             |       | Parti démocrate                       | S&D                           |
| Francesco De Angelis                                                             | Centre          |       | Parti démocrate                       | S&D                           |
| Paolo De Castro                                                                  | Sud             |       | Parti démocrate                       | S&D                           |
| Luigi de Magistris                                                               | Nord-Est        |       | Italie des valeurs                    | ADLE                          |
| Leonardo Domenici                                                                | Centre          |       | Parti démocrate                       | S&D                           |
| Herbert Dorfmann                                                                 | Nord-Est        |       | Parti populaire sud-tyrolien          | PPE                           |
| Carlo Fidanza                                                                    | Nord-Ouest      |       | Le Peuple de la liberté               | PPE                           |
| Lorenzo Fontana                                                                  | Nord-Est        |       | Ligue du Nord                         | ELD                           |
| Elisabetta Gardini                                                               | Nord-Est        |       | Le Peuple de la liberté               | PPE                           |
| Roberto Gualtieri                                                                | Centre          |       | Parti démocrate                       | S&D                           |
| Salvatore Iacolino                                                               | Îles            |       | Le Peuple de la liberté               | PPE                           |
| Vincenzo Iovine                                                                  | Sud             |       | Italie des valeurs                    | ADLE                          |
| Giovanni La Via                                                                  | Îles            |       | Le Peuple de la liberté               | PPE                           |
| Clemente Mastella                                                                | Sud             |       | Le Peuple de la liberté               | PPE                           |
| Barbara Matera                                                                   | Sud             |       | Le Peuple de la liberté               | PPE                           |
| Mario Mauro                                                                      | Nord-Ouest      |       | Le Peuple de la liberté               | PPE                           |
| Erminia Mazzoni                                                                  | Sud             |       | Le Peuple de la liberté               | PPE                           |
| Guido Milana                                                                     | Centre          |       | Parti démocrate                       | S&D                           |
| Ciriaco De Mita                                                                  | Sud             |       | Union de centre                       | PPE                           |
| Claudio Morganti                                                                 | Centre          |       | Ligue du Nord                         | ELD                           |
| Tiziano Motti                                                                    | Nord-Est        |       | Union de centre                       | PPE                           |
| Cristiana Muscardini                                                             | Nord-Ouest      |       | Le Peuple de la liberté               | PPE                           |
| Alfredo Pallone                                                                  | Centre          |       | Le Peuple de la liberté               | PPE                           |
| Antonio Panzeri                                                                  | Nord-Ouest      |       | Parti démocrate                       | S&D                           |
| Aldo Patriciello                                                                 | Sud             |       | Le Peuple de la liberté               | PPE                           |
| Mario Pirillo                                                                    | Sud             |       | Parti démocrate                       | S&D                           |
| Gianni Pittella                                                                  | Sud             |       | Parti démocrate                       | S&D                           |
| Vittorio Prodi                                                                   | Nord-Est        |       | Parti démocrate                       | S&D                           |
| Fiorello Provera                                                                 | Nord-Ouest      |       | Ligue du Nord                         | ELD                           |
| Niccolò Rinaldi                                                                  | Centre          |       | Italie des valeurs                    | ADLE                          |
| Crescenzio Rivellini                                                             | Sud             |       | Le Peuple de la liberté               | PPE                           |
| Francesco Saverio Romano                                                         | Îles            |       | Union de centre                       | PPE                           |
| Licia Ronzulli                                                                   | Nord-Ouest      |       | Le Peuple de la liberté               | PPE                           |
| Oreste Rossi                                                                     | Nord-Ouest      |       | ex Ligue du Nord                      | ELD                           |
| Potito Salatto                                                                   | Centre          |       | Le Peuple de la liberté               | PPE                           |
| Matteo Salvini                                                                   | Nord-Ouest      |       | Ligue du Nord                         | ELD                           |
| Amalia Sartori                                                                   | Nord-Est        |       | Le Peuple de la liberté               | PPE                           |
| David Sassoli                                                                    | Centre          |       | Parti démocrate                       | S&D                           |
| Giancarlo Scottà                                                                 | Nord-Est        |       | Ligue du Nord                         | ELD                           |
| Marco Scurria                                                                    | Centre          |       | Le Peuple de la liberté               | PPE                           |
| Debora Serracchiani                                                              | Nord-Est        |       | Parti démocrate                       | S&D                           |
| Sergio Silvestris                                                                | Sud             |       | Le Peuple de la liberté               | PPE                           |
| Francesco Speroni                                                                | Nord-Ouest      |       | Ligue du Nord                         | ELD                           |
| Gianluca Susta                                                                   | Nord-Ouest      |       | Parti démocrate                       | S&D                           |
| Salvatore Tatarella                                                              | Sud             |       | Le Peuple de la liberté               | PPE                           |
| Patrizia Toia                                                                    | Nord-Ouest      |       | Parti démocrate                       | S&D                           |
| Giommaria Uggias                                                                 | Îles            |       | Italie des valeurs                    | ADLE                          |
| Gianni Vattimo                                                                   | Nord-Ouest      |       | Italie des valeurs                    | ADLE                          |
| Iva Zanicchi                                                                     | Nord-Ouest      |       | Le Peuple de la liberté               | PPE                           |